# Положение во гроб (картина Лотто)
«Положение во гроб» (итал. Deposizione nel sepolcro) — картина итальянского живописца Лоренцо Лотто (1480—1556), представителя венецианской школы. Датирована 1512 годом. Хранится в коллекции художественной галереи Палаццо Пьянетти в Ези (регион Марке, Италия). 

## История
Эта картина является единственным произведением Лотто, датированным между коротким пребыванием в Риме и последующим переездом в Бергамо. Покинув папский двор в спешке по неизвестным причинам, которые, вероятно, были связаны с неблагоприятной для него, если не враждебной, художественной средой, Лотто нашёл убежище в Марке, где он уже работал раньше над важными заказами. Алтарь, предназначенный для церкви Сан Флориано в Ези, был начат в 1511 году по заказу братства Доброго Иисуса, который несколькими годами ранее братство адресовало Луке Синьорелли. Однако Синьорелли был занят работами в Ези и чередой престижных контрактов в Ватиканских залах. Панель Лотто оставалась в алтаре церкви до конца 19 века, прежде чем была помещена в музей.

## Описание
Сложная композиция, взволнованное выражение чувств и физических усилий, палитра ярких и насыщенных тонов — все это элементы, которые определяют степень влияния Рафаэля на молодого Лотто, вернувшегося из Рима, который, вероятно, останавливаясь в Перудже по пути, был вдохновлен «Положение во гроб» (1507) (сейчас в галерее Боргезе) и композицию которой использовал позже Лотто. 
Саркофаг Иисуса расположен косо (как в «Алтаре Одди», другой перуджийской работе Рафаэля), с пылающей золотой драпировкой, висящей на углу, чтобы привлечь внимание к символам Страстей, размещённым рядом (стол с надписью INRI, терновый венец, молоток и плоскогубцы, соответственно, для удаления и вбивания гвоздей в крест), связанными с религиозной практикой братства.
Иисус, с тяжёлым и скульптурным телом, возлежит на плащанице, которую двое носильщиков с трудом тянут к саркофагу: один даже держит её зубами, в то время как другой делает сложный поворот ногами, чтобы поддержать нижнюю конечность Иисуса. Красный цвет платья Марии Магдалины доминирует над всем, запечатлённый в выразительном и патетическом жесте отчаяния, когда она поднимает руки к небу, в то время как позади неё ей вторит женщина, рвущая на себе волосы. Поза Марии имеет неестественное и неловкое ощущение, возможно, из-за трудности художника в обработке динамической повествовательной сцены. 
Слева другая благочестивая женщина бежит к нему, а Мария Магдалина на переднем плане вытирает раны Христа своими волосами. Справа Никодим держит в руке гвозди креста, а рядом с ним Святой Иоанн Апостол поднимает кулаки из-под плаща. Подлинной виртуозностью являются такие детали, как стёганое синее одеяние правого носильщика. Высоко, над ярким умбрийским пейзажем, где можно увидеть Голгофу и останки Распятия с разбойниками, несколько маленьких ангелов летают у облаков, держа монограмму Христа, проповедуемую Святым Бернардино.

## Пределлы

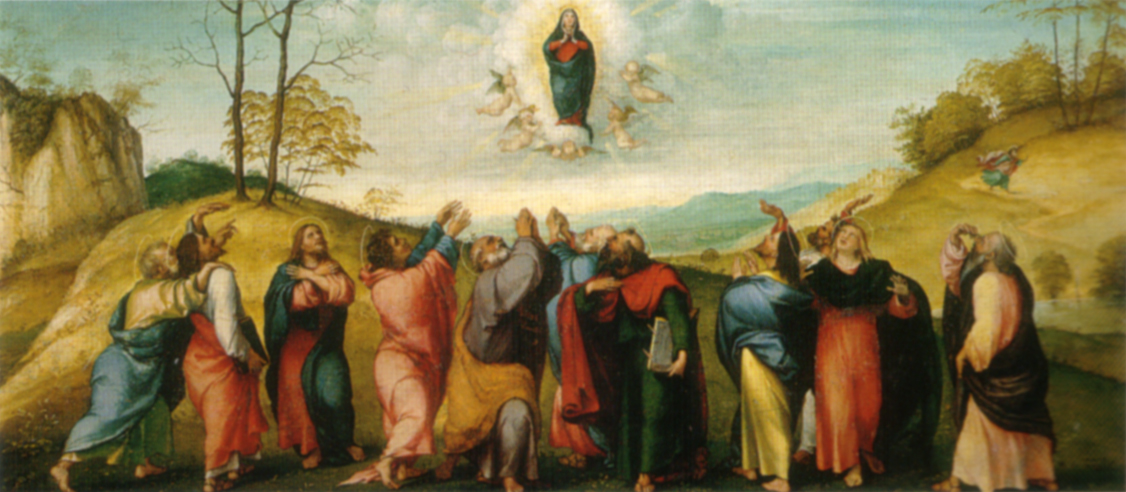
«Успение Богородицы» (Пинакотека Брера)

Две небольшие панели были признаны пределлами алтаря «Положение во гроб», но иногда их относят к его картине «Преображение» из Реканати. Первая панель показывает Успение Богородицы (27x56 см) в Пинакотеке Брера в Милане. Это работа с сильными отсылками к Перуджино, ранее приписываемая Рафаэлю и Фра Бартоломео. Она поступила в миланский музей в 1855 году. Вторая показывает Христа, ведущего апостолов на гору Фавор (29x59 см), находяуюся в Эрмитаже в Санкт-Петербурге.